# ザビーネ・マイヤー
ザビーネ・マイヤー（Sabine Meyer、1959年3月30日 - ）は、ドイツのクラリネット奏者。同じくドイツのクラリネット奏者であるヴォルフガング・マイヤーは実兄。

## 経歴
西ドイツ（当時）のバーデン＝ヴュルテンベルク州クライルスハイム生まれ。クラリネット奏者の父親から手ほどきを受けて、少女時代からクラリネットを吹き始める。シュトゥットガルト音楽院で専門教育を終えた後、1979年ボンのドイツ音楽コンクールで第2位入賞。バイエルン放送交響楽団にクラリネット奏者として入団する。
1981年1月、ベルリン・フィルハーモニー管弦楽団 (BPh) の首席クラリネット奏者のオーディションを受ける。カール・ライスターと並ぶもう一人の首席奏者が空席となったため行われたものであった。芸術監督兼終身指揮者であったヘルベルト・フォン・カラヤンはマイヤーに強い関心を示したが、楽団員の総意は「マイヤーの音には、当団の管楽器奏者にとって不可欠の、厚みと融合性が欠如している」というものであった。マイヤーを仮採用（1年間）するか否かの楽員投票がなされない状況で、マイヤーはアメリカ公演（ライスターは不参加）に、カラヤンの指名で客員首席クラリネット奏者として参加したが、翌1982年晩秋の楽団員全員による投票で、マイヤーの仮採用は否決された。
この「ベルリン・フィル入団騒動」でマイヤーはかえって有名になり、以来世界の100か所以上を回って、数多くの主要なオーケストラと共演する、世界屈指のクラリネット奏者となった。室内楽や協奏曲の演奏・録音に取り組んでおり、中でもモーツァルトやウェーバーの解釈で高い評価を得ている。
1993年からリューベック高等音楽院
教授の職にある。